# یواس‌اس هول
یواس‌اس هول ممکن است به یکی از موارد زیر اشاره داشته باشد:
- یواس‌اس هول (ای‌جی-۱۴۵)
- یواس‌اس هول (دی‌دی-۵۳۳)
- یواس‌اس هول (دی‌دی-۷۶۸)
- یواس‌اس هول (دی‌دی‌جی-۱۳)